# كولن ماكراي رالي
كولن ماكراي رالي (بالإنجليزية: Colin McRae Rally)‏ ، هي لعبة فيديو إلكترونية من نوع رياضة سباق السيارات الرالي ، أنتجت سنة 1998م وتعمل لأنظمة بلاي ستيشن ومايكروسوفت ويندوز واللعبة المحمولة جيم بوي كولر ، وهي من إنتاج ونشر شركة كودماسترز البريطانية.